# Leverdialyse
Leverdialyse is een kunstmatige leverondersteuning buiten het lichaam. Het is een medisch techniek in ontwikkeling die wordt gebruikt om de tekortschietende ontgifting van de falende lever te compenseren.

## Achtergrond
Patiënten die zich in een eindstadium van ernstig leverfalen bevinden overlijden in 60 tot 80% van de gevallen aan multi-orgaan falen indien ze niet tijdig getransplanteerd kunnen worden. Wereldwijd wordt derhalve onderzoek gedaan naar de ontwikkeling van een kunstlever die met tijdelijke aansluiting aan de bloedsomloop van de patiënt hem in leven kan houden totdat, ofwel de lever uit zichzelf herstelt, of totdat er een geschikte leverdonor is.

## Principe
Leverdialyse volgt vergelijkbare principes als hemodialyse: de voorganger van de kunstlever was de door de Nederlandse arts Prof. dr. W. Kolff ontwikkelde kunstnier, ontworpen in een oude badkuip. Zijn eerste model bestond uit een roestvrijstalen trommel, verticaal opgesteld in een bak met spoelvloeistof. Om de trommel was in een spiraalvorm een cellofaanbuis gewikkeld, waar het bloed doorheen stroomde. Een verticale, met sponsrubber beklede rol draaide om de trommel heen en stuwde het bloed voort.
Dit kunstorgaan werd zodanig geperfectioneerd dat wereldwijd duizenden nierpatiënten dankzij de nierdialyse kunnen overleven. De kunstnier berust echter op een veel eenvoudiger principe dan de kunstlever. In het 'badwater' van de kunstnier worden de in water oplosbare afvalstoffen uit het bloed van de patiënt met nierfalen gewassen. De biologische functie van de lever is aanzienlijk gecompliceerder, te vergelijken met een ingewikkelde chemische fabriek en dus veel moeilijker te vervangen.
Bij het falen van de lever hopen toxines zich op in de bloedstroom. Deze toxines (bilirubine, galzuren, metabolieten van aromatische aminozuren, vetzuren met middellange keten en cytokinen) circuleren aan albumine gebonden in de bloedstroom en kunnen alsnog uit de bloedstroom gehaald worden als het albumine wordt gezuiverd of vervangen door schoon albumine. De ontwikkeling van leverdialyse apparatuur is gebaseerd op dit principe.
Sommige oplossingen, zoals de Duitse MARS en Prometheus, leggen zich toe op de ontwikkeling van een artificiële lever, gebaseerd op albumine-dialyse als ondersteuning van de falende ontgiftende functie van de zieke lever. Andere oplossingen, waaronder de AMC-BAL en de Amerikaanse ELAD en Circe, richten zich op de ontwikkeling van een bio-artificiële lever (BAL).

## Huidige status
Anno 2021 beschikken IC-artsen nog maar zeer beperkt over orgaanondersteunende apparatuur voor patiënten met ernstig leverfalen. Albuminedialyse en plasmavervanging ondersteunen de falende ontgiftende werking van de zieke lever, maar zijn niet levensduurverlengend. Uit fase I/II-onderzoeken blijkt dat de BAL’s in het algemeen veilig zijn, maar hun levensduurverlengende werking in randomised controlled clinical trials (RCT) is nog niet bewezen. Implanteerbare levers door middel van tissue engineering zijn veelbelovend, maar nog in de experimentele fase.
Voorlopig is levertransplantatie dus nog steeds de enige levensreddende behandeling voor de patiënt met acuut leverfalen.